# 리세르그산 디에틸아미드
리세르그산 디에틸아미드(lysergic acid diethylamide), 약자로 LSD(엘에스디)는 에르골린족에 속하는 환각제이다. 20~30µg으로도 환각효과를 가져올 수 있을 만큼 엄청나게 강력한 환각제이다. 맥각(麥角) 알칼로이드에서 유도된 강한 환각작용을 가진 합성물질. 무미, 무취, 무색의 분말형태로 정제, 캡슐, 액체 등 다양한 방법으로 유통되며 주로 각설탕, 껌, 과자, 압지, 우표 뒷면 등에 묻혀서 사용한다.
사이키델릭은 환각 마약류를 지칭하는 말로 LSD의 은어로 사용되기도 한다. 그리스어 'Psyche(영혼, 나비)'와 'Delos'(보이는,분명한)'의 합성어로 마치 영혼이 보이는 듯한 환각을 느끼게 된다는 의미이다.

## 설명
1943년 알버트 호프만이 맥각균에서 합성한 물질로서 무색·무미·무취한 백색 분말이다. 강하고 기묘한 정신적 이상을 일으키고 시각과 촉각 및 청각 등 감각을 왜곡시키는 강력한 물질이다. 특히 액체 상태로는 체중의 7억 분의 1의 양으로도 효과를 나타난다. 정제나 캡슐·액체 등 다양한 방법으로 유통되며, 주로 각설탕이나 껌·과자·압지·우표의 뒷면 등에 묻혀서 사용되고 주사로도 사용된다. 환각은 사용한 뒤 30분 후부터 나타나며 10시간까지 지속된다.
LSD는 세로토닌 길항제로 작용하여 이상행동을 일으킨다. LSD의 이러한 작용을 이용하여 의학계에서는 정신병(주로 조현증)과 유사한 정신상태를 일으키는 데 사용되어왔다. LSD는 투여하면 점막 표면에서, 심지어는 귀에서도 쉽게 흡수되어 30~60분 내에 작용한다. LSD는 극소량으로도 환각효과를 나타낼 수 있어 1회 사용량이 100~250µg에 불과하다. 그러나 환각효과는 코카인의 100배, 메스암페타민의 300배에 달하며 8~12시간 지속된다. 2가지 심각한 부작용으로는 정신병적 반응의 연장과 일시적인 재발현 등을 들 수 있다.
LSD는 의약품으로 허가된 약이 아니기 때문에 그 치료를 위한 사용은 실험용으로만 제한되어야 한다. 1960년대에 신경증 환자, 특히 상투적인 정신치료요법을 싫어하는 환자를 치료하기 위해 LSD가 사용되기도 했다. LSD는 알코올 중독 치료에도 사용되었고, 말기 암환자의 고통을 줄이기 위해서도 사용되었다. 이 약은 마약탐닉성, 자폐아 그리고 정신병적 성격을 치료하는 보조약으로도 연구되었다. LSD를 부적당하게 사용하면 위험하게 될 수도 있으며, 약을 복용한 사람에게 특별히 해가 되는 합병증으로는 부적절한 감정변화와 시간과 공간개념의 왜곡, 충동적인 행동 등을 들 수 있다. 이 약을 복용한 사람은 주위 사람들의 의도와 동기를 의심하게 되고 그들에게 공격적으로 될 수도 있다.

## 역사
약간의 현기증과 함께 눈에 띄게 안절부절 못하는 증상이 나타난다. 집에서 나는 극도로 자극된 상상을 특징으로 하는 불쾌하지 않은 취한 상태에 누워 누워 있었다. 꿈 같은 상태에서 눈을 감고(일광이 불쾌할 정도로 눈부신 것을 알았다) 나는 환상적인 그림, 강렬하고 만화경 색상 유희가 있는 특별한 모양의 끊임없는 흐름을 인식했다. 약 2시간 후에 이 증상은 사라졌다.

 1950년대부터 미국 중앙 정보국(CIA)은 프로젝트 MKUltra라는 연구 프로그램 코드를 시작했다. CIA는 LSD를 미국에 도입하여 전 세계 공급량을 240,000달러에 구매하고 CIA 유혹 조직을 통해 미국 병원, 진료소, 교도소 및 연구 센터에 LSD를 전파했다.

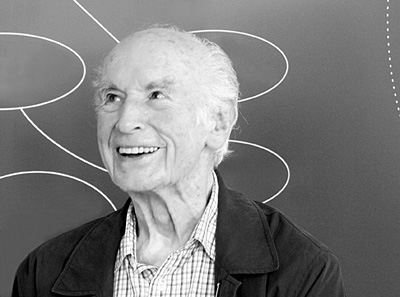
알베르트 호프먼. LSD의 환각제 특성은 5년 후 호프먼 자신이 실수로 알 수 없는 양의 화학 물질을 섭취했을 때 발견되었다.

실험에는 CIA 직원, 군인, 의사, 기타 정부 요원, 매춘부, 정신 질환 환자 및 일반 대중에게 LSD를 투여하는 것이 포함되었다. 일반적으로는 피실험자가 알지 못하는 상태에서 그들의 반응을 관찰하고 연구한다. 이 프로젝트는 1975년 미국 의회의 록펠러 위원회 보고서에서 공개되었다.
그러나 1960년대 중반에 LSD 사용이 급격히 줄기 시작했고, 미국은 1965년에 제정된 약물남용관리법(Drug Abuse Control Amendment)의 규제하에서만 LSD의 제조·소지·판매·양도·사용 등이 가능하도록 했다(→ 약물남용). 미국에서는 1966년에 법적으로 허가를 받은 제조업자가 판매상으로부터 그 약을 회수하여 공급권을 연방정부에 양도했다. 연구는 공공기관인 국립정신건강연구소(National Instiute of Mental Health)의 감독하에 계속되고 있다. 1963년에 LSD에 대한 산도스의 특허가 만료되었고 체코 회사인 스포파가 이 물질을 생산하기 시작했다. 산도스는 1965년에 생산과 유통을 중단했다. 그리고 1967년 LSD가 염색체 이상과 유전독성을 유발한다는 실험결과가 과학잡지에 발표되었다. 하지만 LSD의 암시장이 있다는 것은 아직도 LSD가 많이 사용되고 있다는 것을 말해주고 있다. 1960년대 반문화 히피 운동에 영향을 미쳤다.

## 증상

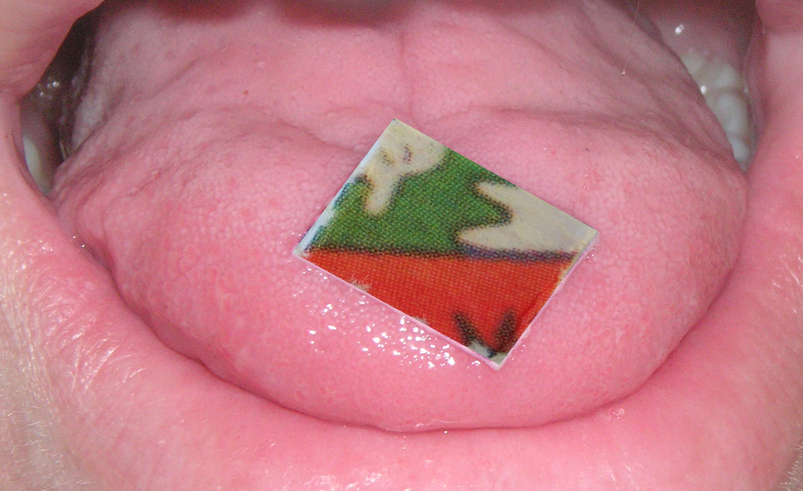
압지에 흡수시킨 상태의 LSD를 속어로 '블로터' 라고도 부른다. LSD 블로터(blotter)를 입안에 넣은 모습.

LSD사용직후 수많은 자극이 걸러지지 않은 상태에서 인체의 감각 기관으로 동시에 밀려오는 느낌을 받는데 특히 시각기능이 현저하게 변하여 색채를 듣거나 소리를 보는 등 초월적이고 신비로운 상태를 경험하게 된다(공감각). 이러한 LSD의 환각경험에는 기분 좋은 경험 (good trip)과 공포, 불안 등 나쁜 경험(bad Trip)이 있는데 예측이 불가능하다(환각상태에 빠지면 즐거운 상상으로 기분이 좋아질 수도 있으나 대개는 몸이 조각나는 공포감, 두려움, 불안 등을 느끼게 된다). 남용하면 뇌와 염색체에 손상을 일으키며 눈동자가 풀리고(동공확대) 창백해지며 심박동과 혈압이 빨라지고 수전증이나 오한 등을 일으킨다. 내성이나 심리적 의존현상은 있지만 신체적 금단현상은 일으키지 않는다고 알려져 있다. 그러나 일부 남용자의 경우에는 사용하지 않아도 환각을 반복해서 경험하는 경우가 흔하다. 이것을 플래시백(flash back)이라 한다.

## 맥각(麥角)
맥각 알칼로이드는 잔디곰팡이인 맥각균(Claviceps Purpurea)에 의해 생성된 곡식이나 곡분에 기생하는 맥각의 주성분으로 에르고타민과 에르고노빈 등이 있다. LSD는 대개 실험실에서 화학적으로 합성된다. 기본적인 화학구조는 맥각 알칼로이드의 구조와 같다. LSD는 몇 가지 다른 약들(예를 들어 부포테닌·실로시빈·하르민·이보가인)과도 구조적으로 관련이 있다. 위의 모든 약들은 뇌조직에서 세로토닌(신경자극에 쓰이는 인돌아민계 전달 물질)의 작용을 차단한다.

## 화학 및 구조

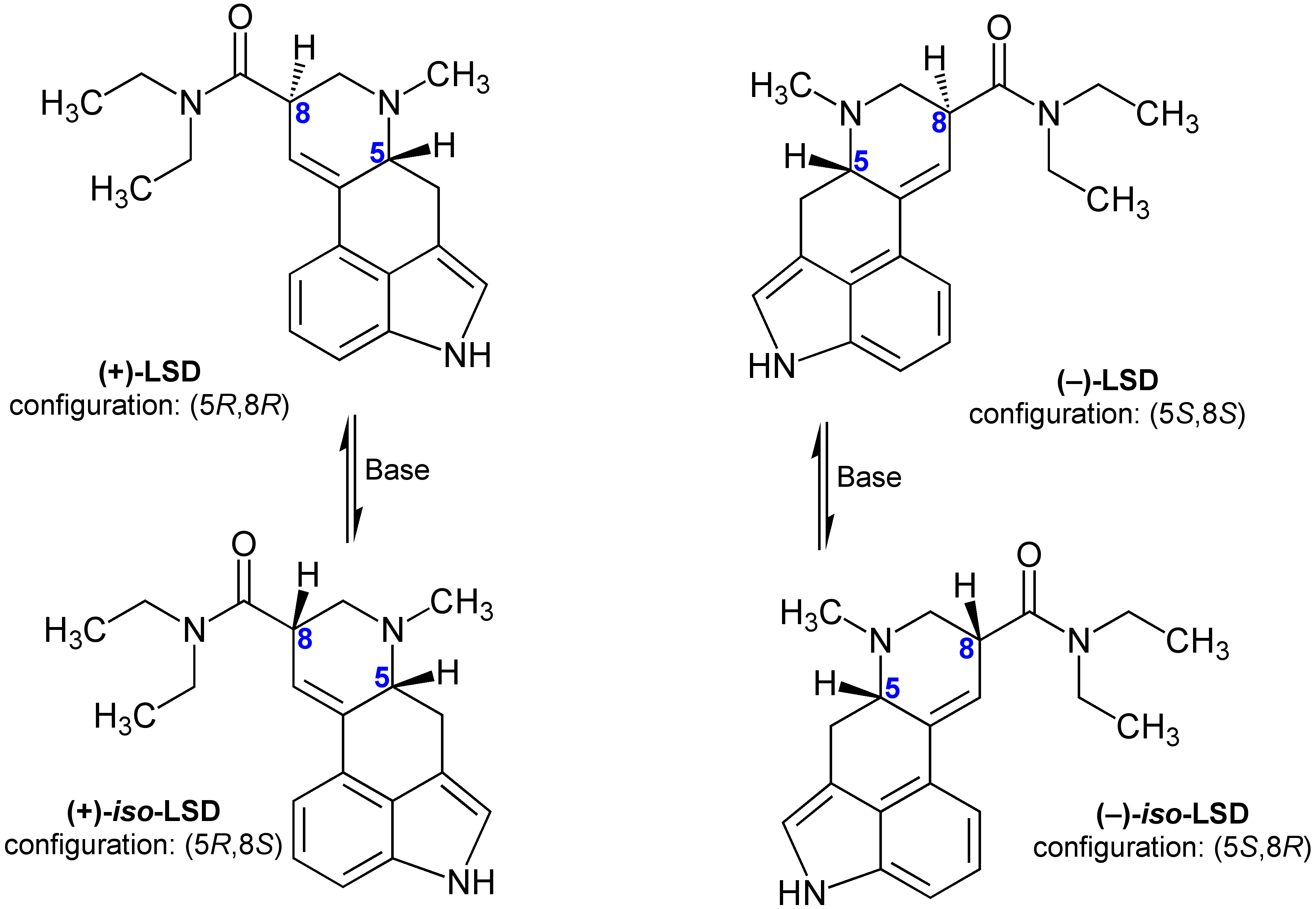
LSD의 4가지 입체 이성체. 오직 (+)-LSD만이 정신에 영향을 미친다.

## 같이 보기
- 캐너비스(마리화나)
- 환각버섯

## 참고 문헌
- BBC News: Pont-Saint-Esprit poisoning: Did the CIA spread LSD?
- Bebergal, Peter, "Will Harvard drop acid again? Psychedelic research returns to Crimsonland", The Phoenix (Boston), June 2, 2008
- Grof, Stanislav. LSD Psychotherapy. (April 10, 2001)
- Lee, Martin A. and Bruce Shlain. Acid Dreams: The Complete Social History of LSD: The CIA, the Sixties, and Beyond (1992) ISBN 978-0-8021-3062-4
- Marks, John. The Search for the Manchurian Candidate: The CIA and Mind Control (1979), ISBN 0-8129-0773-6
- Roberts, Andy. Albion Dreaming: A Popular History of LSD in Britain (2008), Marshall Cavendish,U.K, ISBN 1-905736-27-4
- Stevens, Jay. Storming Heaven: LSD And The American Dream (1998) ISBN 978-0-8021-3587-2
- Hofmann, Albert. LSD My Problem Child: Reflections on Sacred Drugs, Mysticism and Science[깨진 링크(과거 내용 찾기)] (1983) ISBN 978-0-9660019-8-3
- Henderson, Leigh A. and William J. Glass. LSD: Still With Us After All These Years: Based on the National Institute of Drug Abuse Studies on the Resurgence of Contemporary LSD Use (1st edition 1994, 2nd edition 1998) ISBN 978-0-7879-4379-0
- de Rios, Marlene Dobkin and Oscar Janiger. LSD, spirituality, and the creative process (2003, Inner Traditions) ISBN 978-0-89281-973-7- "An exploration of how LSD influences imagination and the creative process. Based on the results of one of the longest clinical studies of LSD that took place between 1954 and 1962, before LSD was illegal. Includes personal reports, artwork, and poetry from the original sessions as testimony of the impact of LSD on the creative process."
- Michael Pollan. The New Science of Psychedelics (2018, The Wall Street Journal)
- Passie T, Halpern JH, Stichtenoth DO, Emrich HM, Hintzen A (2008). “The pharmacology of lysergic acid diethylamide: a review”. 《CNS Neuroscience & Therapeutics》 14 (4): 295–314. doi:10.1111/j.1755-5949.2008.00059.x. PMID 19040555.